# Asmir Kolašinac
Asmir Kolašinac, serb. Асмир Колашинац (ur. 15 października 1984 w Skopje) – serbski lekkoatleta specjalizujący się w pchnięciu kulą, czterokrotny uczestnik letnich igrzysk olimpijskich (Pekin 2008, Londyn 2012, Rio de Janeiro 2016, Tokio 2020).

## Sukcesy sportowe
- dziesięciokrotny mistrz Serbii w pchnięciu kulą – 2008, 2010[1], 2011[2]–2016, 2018, 2019
- czterokrotny wicemistrz Serbii w pchnięciu kulą – 2007, 2009, 2021, 2022
- brązowy medalista mistrzostw Serbii w pchnięciu kulą – 2005
- ośmiokrotny halowy mistrz Serbii w pchnięciu kulą – 2009, 2011, 2013, 2014, 2017–2019, 2022

| Rok  | Miasto       | Zawody                                                            | Konkurencja    | Wynik         |
| ---- | ------------ | ----------------------------------------------------------------- | -------------- | ------------- |
| 2008 | Ateny        | Halowe mistrzostwa krajów bałkańskich                             | pchnięcie kulą | srebrny medal |
| 2009 | Pireus       | Halowe mistrzostwa krajów bałkańskich                             | pchnięcie kulą | brązowy medal |
| 2010 | Arles        | Zimowy puchar Europy                                              | pchnięcie kulą | 2. miejsce    |
| 2010 | Barcelona    | Mistrzostwa Europy                                                | pchnięcie kulą | 9. miejsce    |
| 2011 | Sliwen       | Mistrzostwa krajów bałkańskich                                    | pchnięcie kulą | złoty medal   |
| 2011 | Daegu        | Mistrzostwa świata                                                | pchnięcie kulą | 11. miejsce   |
| 2012 | Bar          | Zimowy puchar Europy                                              | pchnięcie kulą | 2. miejsce    |
| 2012 | Stambuł      | Halowe mistrzostwa krajów bałkańskich                             | pchnięcie kulą | złoty medal   |
| 2012 | Helsinki     | Mistrzostwa Europy                                                | pchnięcie kulą | brązowy medal |
| 2012 | Londyn       | Igrzyska olimpijskie                                              | pchnięcie kulą | 7. miejsce    |
| 2013 | Stambuł      | Halowe mistrzostwa krajów bałkańskich                             | pchnięcie kulą | złoty medal   |
| 2013 | Göteborg     | Halowe mistrzostwa Europy                                         | pchnięcie kulą | złoty medal   |
| 2013 | Stara Zagora | Mistrzostwa krajów bałkańskich                                    | pchnięcie kulą | srebrny medal |
| 2013 | Moskwa       | Mistrzostwa świata                                                | pchnięcie kulą | 10. miejsce   |
| 2014 | Zurych       | Mistrzostwa Europy                                                | pchnięcie kulą | 5. miejsce    |
| 2015 | Praga        | Halowe mistrzostwa Europy                                         | pchnięcie kulą | srebrny medal |
| 2015 | Pekin        | Mistrzostwa świata                                                | pchnięcie kulą | 7. miejsce    |
| 2016 | Amsterdam    | Mistrzostwa Europy w Lekkoatletyce 2016 – pchnięcie kulą mężczyzn | pchnięcie kulą | 5. miejsce    |
| 2018 | Birmingham   | Halowe mistrzostwa świata                                         | pchnięcie kulą | 15. miejsce   |
| 2022 | Belgrad      | Halowe mistrzostwa świata                                         | pchnięcie kulą | 11. miejsce   |
| 2022 | Monachium    | Mistrzostwa Europy                                                | pchnięcie kulą | 8. miejsce    |

## Rekordy życiowe
- pchnięcie kulą (stadion) – 21,58 – Belgrad 27/06/2015
- pchnięcie kulą (hala) – 21,06 – Belgrad 28/12/2019 (były rekord Serbii), Belgrad 07/03/2022
- rzut oszczepem – 63,18 – Bar 01/05/2008